# Matteo Togni
Matteo Togni (Treviolo, 14 febbraio 2006) è un ostacolista italiano, campione europeo under 20 dei 110 metri ostacoli a Tampere 2025.

## Biografia
Ha iniziato la sua carriera sportiva nel calcio, militando nell’U.S. Roncola, per poi avvicinarsi all’atletica leggera in seguito allo scioglimento della squadra durante la pandemia di COVID-19. È stato notato per le sue qualità nel settore ostacoli dal tecnico Mattia Folli, con il quale ha iniziato a prepararsi presso la società Bergamo Stars Atletica.
Nel 2024 ha ottenuto risultati di rilievo a livello nazionale e internazionale. A gennaio, ad Ancona, ha corso i 60 metri ostacoli indoor in 7"79, stabilendo il nuovo record italiano juniores della specialità, migliorando il precedente primato di 7"82 detenuto da Lorenzo Simonelli.
Nel corso della stagione all'aperto, a giugno 2024, ha migliorato anche il primato italiano Under-20 nei 110 metri ostacoli con barriere da 106 cm, correndo in 13"73 al meeting internazionale di Ginevra. Successivamente, ai Campionati Italiani Juniores di Rieti, ha abbassato ulteriormente il proprio primato personale a 13"46, diventando il quarto ostacolista italiano juniores più veloce di sempre.
Tali risultati gli hanno permesso di qualificarsi per i mondiali under 20 in programma nell'agosto 2024 a Lima, in Perù. Sempre nel corso del 2024 è stato selezionato per entrare a far parte del gruppo sportivo delle Fiamme Oro.
Nel 2025 vince la medaglia d'oro nei 110 metri ostacoli ai campionati europei under 20 di Tampere.

## Progressione

### 110 metri ostacoli (1,06)
| Stagione | Tempo | Luogo   | Data      | Rank. Mond. |
| -------- | ----- | ------- | --------- | ----------- |
| 2024     | 13"73 | Ginevra | 22-6-2024 |             |
| 2023     | 14"59 | Saronno | 13-5-2023 |             |

## Palmarès
| Anno | Manifestazione | Sede            | Evento   | Risultato | Prestazione | Note |
| ---- | -------------- | --------------- | -------- | --------- | ----------- | ---- |
| 2022 | EYOF           | Banska Bystrica | 110 m hs | 9°        | 14"41       |      |
| 2023 | EYOF           | Maribor         | 110 m hs | 4°        | 13"60       |      |
| 2024 | Mondiali U20   | Lima            | 110 m hs | 12°       | 13"71       |      |
| 2025 | Europei U20    | Tampere         | 110 m hs | Oro       | 13"27       |      |

## Campionati nazionali
- 1 volta campione nazionale allievi dei 60 metri ostacoli indoor indoor (2024)
- 2 volta campione nazionale allievi dei 110 metri ostacoli indoor (2024, 2025)
- 1 volta campione nazionale allievi dei 60 metri ostacoli indoor indoor (2023)
- 1 volta campione nazionale allievi dei 110 metri ostacoli indoor (2023)

2022
- 7° ai campionati italiani allievi, 110 m hs - 14"59
- 5° ai campionati italiani allievi indoor, 60 m hs - 8"27 m

2023
- Oro ai campionati italiani allievi, 110 m hs - 13"76
- Oro ai campionati italiani allievi indoor, 60 m hs - 7"74

2024
- Oro ai campionati italiani juniores, 110 m hs - 13"46
- Oro ai campionati italiani juniores indoor, 60 m hs - 7"65
- Argento ai campionati italiani assoluti indoor, 60 m hs - 7"76
- Bronzo ai campionati italiani assoluti, 110 m hs - 13"83

2025
- Oro ai campionati italiani juniores, 110 m hs - 13"38